# علم جريان الأغذية

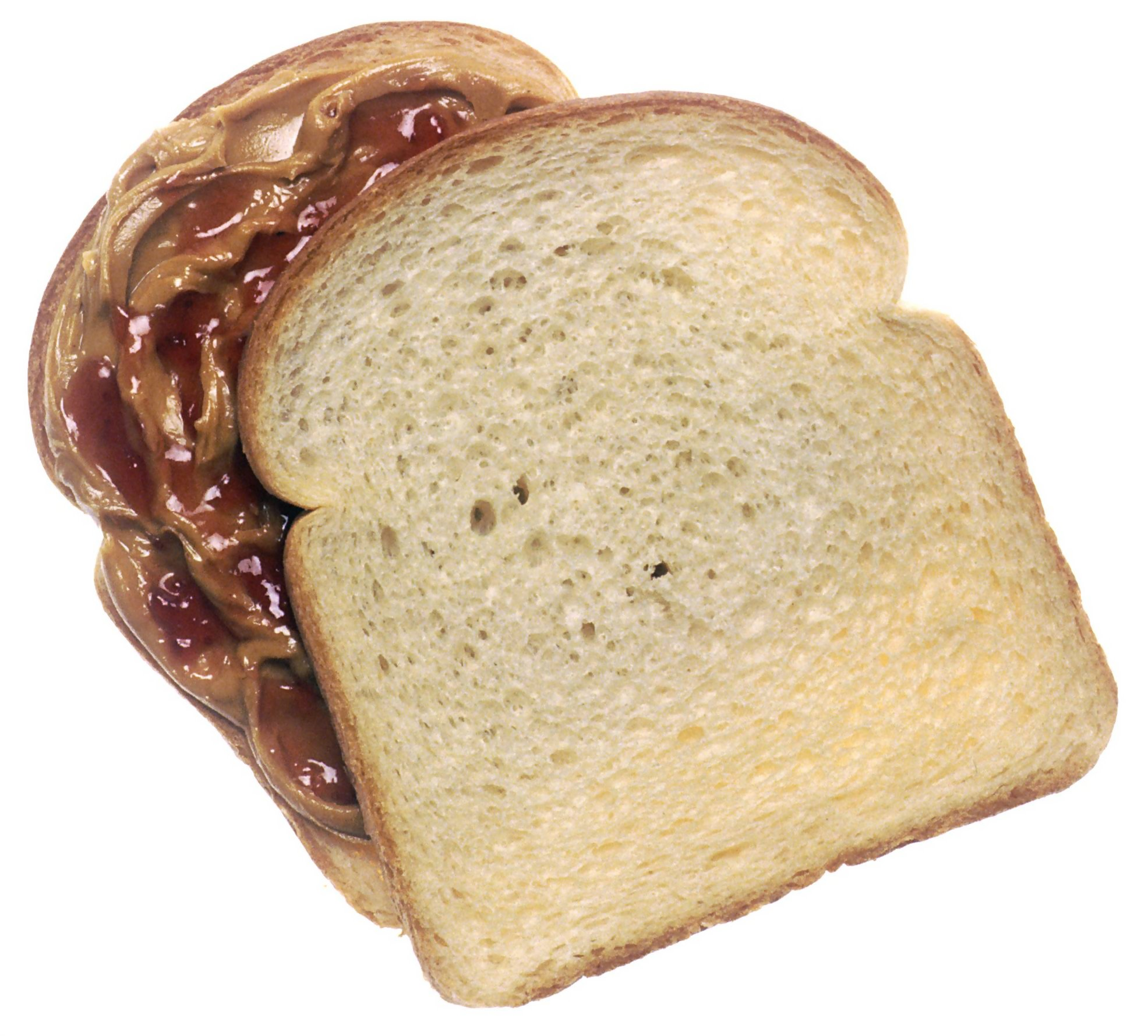
صندويشة مربي وزبدة فول سوداني والشريحة العليا من الخبز مزاحه ناحية اليمين لكي توضح حشو المربي وزبدة الفول السوداني

علم جريان الأغذية أو علم الجريان الغذائي هي دراسة خواص جريان الأغذية، أي اتساق الطعام وتدفقه في ظل ظروف محددة بإحكام. الاتساق ودرجة السيولة وغيرها من الخواص الميكانيكية مهمة في فهم المدة التي يمكن تخزين الطعام بها، ومدى ثباتها، وفي تحديد قوام الطعام. غالبًا ما يتم تحديد مدى قبول المنتجات الغذائية للمستهلك من خلال نسيج الطعام، مثل مدى انتشار المنتجات الغذائية ودسمها. علم الجريان الأغذية مهمة في مراقبة الجودة أثناء تصنيع الأغذية وتصنيعها. وقد استخدمت مصطلحات علم الجريان الأغذية منذ العصور القديمة. في مصر القديمة، حكم الخبازون على اتساق العجينة عن طريق لفها بأيديهم.
بمعنى اخر لتعبير الحسي والوظيفي عن الخصائص الهيكلية والميكانيكية للطعام، التي يتم اكتشافها بواسطة حواس البصر والسمع واللمس والحركة

## عيوب الأغذية
يمكن أن تظهر في أي نسيج من الأغذية عيوب أو نقص، سواء في الكتلة أو بشكل موضعي. إليك بعض النقاط الرئيسية:
1.  تنوع النضج : الفواكه قد تكون ناضجة جدًا أو تحتوي على درجات نضج مختلفة، مما يؤثر على الطعم.
2. **عيوب في اللحوم**: قد تحتوي اللحوم على عناصر غير مفضلة مثل الأوتار والأعصاب.
3.  توزيع غير متجانس : في المنتجات مثل الحلوى أو المربى، قد تتجمع الفواكه في أجزاء معينة.
4. **مشاكل في الألبان**: قد لا يظهر منتج الألبان، الحلوى، أو الجبن قوامه المعتاد.
5.  تأثير المناخ : الزيوت قد تتجمد جزئيًا أو كليًا حسب المناخات.

## أسباب العيوب
- **إنتاج ومعالجة الأغذية**: الفواكه والخضروات قد تُحصد في حالات نضج غير مناسبة أو قد تتعرض للتلف.
- **الملوثات**: يمكن إدخال أجسام غير صالحة للاستهلاك عن طريق الخطأ في عمليات التعبئة والتغليف، مثل الحصى في العدس.

## تأثير الطهي
-  علاج العيوب : يمكن للطهي معالجة بعض العيوب، مثل الفواكه الناضجة جدًا.
-  إنتاج عيوب جديدة : الإفراط أو نقص الطهي يمكن أن يؤدي إلى عيوب جديدة، مثل البيضة المسلوقة بشكل زائد أو غير كافٍ.